# Pseudobiosteres dorsomaculatus
Pseudobiosteres dorsomaculatus is een insect dat behoort tot de orde vliesvleugeligen (Hymenoptera) en de familie van de schildwespen (Braconidae). De wetenschappelijke naam van de soort werd voor het eerst geldig gepubliceerd door Hedwig in 1961.